# 東大阪市立永和小学校
東大阪市立永和小学校（ひがしおおさかしりつ えいわしょうがっこう）は、大阪府東大阪市にかつて所在した市立小学校。

## 概要
2013年（平成25年）4月8日現在の児童数は112名。
2016年に東大阪市立菱屋西小学校との統合のため、3月をもって閉校となった。
児童は菱屋西小学校を転用した東大阪市立桜橋小学校に登校し、この永和小学校の校舎は公民分館分永和室や東大阪市役所建設局の土木工営所西分室等の複合施設として使用されている。

## 沿革
- 1954年（昭和29年）4月2日 - 布施市立永和小学校として開校。
- 1967年（昭和42年）2月1日 - 東大阪市発足のため東大阪市立永和小学校へ改称、設置者が布施市から東大阪市に移管。
- 2016年（平成28年）3月31日 - この日をもって廃校となる。
- 2016年  (平成28年)    4月1日-菱屋西小学校と合併し、桜橋小学校が誕生する。
- 2021年  (令和3年)      3月16日-永和小学校出身の最後の児童が桜橋小学校(旧菱屋西小学校)で卒業。

## 通学区域
- 永和1丁目、永和2丁目1〜23番、24番1〜17号、21〜36号、永和3丁目、菱屋西4丁目1〜4番、5番1〜3号、25〜37号、7番1〜2号、17〜33号、8番1〜4号、19〜31号、11番[2]

## 進学先中学校
基本的に学区内の東大阪市立上小阪中学校へ進学していた。